# Der Kidnapper
Der Kidnapper (Video- und Fernsehtitel Kidnapper) ist ein US-amerikanischer Spielfilm des Regisseurs Darrell Roodt aus dem Jahr 1993. Patrick Swayze spielte die Hauptrolle.

## Handlung
Der Kleinganove Jack Charles wird plötzlich mit seiner Tochter Kelly konfrontiert, die dem Kinderheim entflohen ist. Diese berichtet ihm von schlimmen Zuständen im Kinderheim: Kinder würden für jede Kleinigkeit geschlagen und sogar mit Handschellen gefesselt. Jack entführt daraufhin seinen Sohn, als er gerade in das Kinderheim überführt werden sollte und flüchtet mit beiden Kindern. Er wird nun als Kidnapper von der Polizei gesucht.
Es erscheint auch ein Artikel mit Foto von ihm in der Zeitung, worin er als Schwerverbrecher dargestellt wird. Jack ruft verärgert die in Los Angeles ansässige Reporterin Kathleen Mercer an, die den Artikel geschrieben hatte. Er verlangt von ihr, eine Klarstellung des Artikels und ist auch der Meinung, dass er nur seine eigenen Kinder vor untragbaren Zuständen im Kinderheim gerettet hat. Die Reporterin erklärt ihm, dass sie schon seit langem dem Leiter des Kinderheims auf der Spur sei und die Zustände im Heim publik machen wollte. Sie darf als Reporterin allerdings keine Minderjährigen befragen und benötigt deshalb Hilfe von Jack: Er soll seine Kinder nach den Zuständen im Heim befragen und sie mit Informationen versorgen...

## Kritiken
Roger Ebert schrieb in der Chicago Sun-Times vom 27. August 1993, der Film wäre genial. Besonders lobte er Halle Berry, die potenziell eine der „heißesten“ Darstellerinnen Hollywoods sei („Berry is potentially one of the hottest actresses in Hollywood right now“), und Diane Ladd. Die Darstellung von Patrick Swayze kritisierte er.
James Berardinelli bezeichnete den Film als „Fehlgriff“ („mistake“). Die Darstellung von Patrick Swayze fand er nach seiner Leistung in Stadt der Freude (City of Joy) enttäuschend. Berardinelli lobte Sabrina Lloyd.
Rita Kempley charakterisierte den Film in der Washington Post vom 27. August 1993 als ein Drama, das eine Komödie sein möchte.